# Coupe des Amériques féminine de hockey sur gazon 2022
Navigation
Lancaster 2017 Montevideo 2025
La Coupe des Amériques féminine de hockey sur gazon 2022 sera la sixième édition de la Coupe d'Amérique féminine, le championnat international quadriennal de hockey sur gazon masculin des Amériques organisé par la Fédération panaméricaine de hockey sur gazon.
Il devait se tenir parallèlement au tournoi masculin du 7 au 22 août 2021 à Tunapuna au Trinité-et-Tobago. Cependant, à la suite du report des Jeux olympiques d'été de 2020 à juillet et août 2021 en raison de la pandémie de Covid-19, le tournoi a été reprogrammé et le 4 septembre 2020, les hôtes de Trinité-et-Tobago se sont retirés de l'organisation du tournoi. En novembre 2020, la Fédération panaméricaine de hockey sur gazon a annoncé que la coupe se déroulerait du 20 au 30 janvier 2022 à Santiago, au Chili.
L'Argentine sont les champions en titre, remportant la Coupe des Amériques 2017. Les trois meilleures se qualifieront pour la Coupe du monde 2022.

## Équipes qualifiées
Le pays hôte, les cinq meilleures équipes de la précédente Coupe d'Amérique et les deux finalistes du Challenge des Amériques 2021 se qualifieront pour le tournoi.
| Événement                    | Dates                         | Lieu      | Quotas | Qualifiés                           |
| ---------------------------- | ----------------------------- | --------- | ------ | ----------------------------------- |
| Pays hôte                    | NC                            | NC        | 1      | Chili                               |
| Coupe des Amériques 2017     | 4 - 12 août 2017              | Lancaster | 4      | Argentine États-Unis Canada Uruguay |
| Challenge des Amériques 2021 | 26 septembre - 2 octobre 2021 | Lima      | 2      | Pérou Trinité-et-Tobago             |

## Phase préliminaire
Toutes les heures correspondent à l'Heure au Chili, (UTC−03:00)

### Poule A
| Rang | Équipe    | J | V | N | D | BP | BC | Diff | Pts | Qualification    |
| ---- | --------- | - | - | - | - | -- | -- | ---- | --- | ---------------- |
| 1    | Argentine | 2 | 2 | 0 | 0 | 14 | 0  | +14  | 6   | Demi-finales     |
| 2    | Chili     | 2 | 1 | 0 | 1 | 4  | 4  | 0    | 3   | Quarts de finale |
| 3    | Uruguay   | 2 | 0 | 0 | 2 | 0  | 14 | -14  | 0   | Quarts de finale |

Source: FIH
En cas d'égalité de points de plusieurs équipes à l'issue des matchs de poule, les critères suivants sont appliqués dans l'ordre indiqué pour établir leur classement:
1. Points de chaque équipe,
2. Matchs gagnés,
3. Différence de buts,
4. Buts pour,
5. Plus grand nombre de points obtenus dans les matchs de poule disputés entre les équipes concernées,
6. Buts marqués en plein jeu.

| Match 3               | (3) Argentine                                                               | 6 - 0   | Uruguay (26) |                                                                          |                                                                          |
| 19 janvier 2022 18h30 | Gorzelany 2e, 45e · Retegui 9e · Albertarrio 30e · Thome 35e · Di Santo 42e | (3 - 0) |              | Arbitrage : Mary Driscoll Ayanna McClean Arbitre vidéo : Benjamin Peters | Arbitrage : Mary Driscoll Ayanna McClean Arbitre vidéo : Benjamin Peters |
| 19 janvier 2022 18h30 | Rapport                                                                     |         |              | Arbitrage : Mary Driscoll Ayanna McClean Arbitre vidéo : Benjamin Peters | Arbitrage : Mary Driscoll Ayanna McClean Arbitre vidéo : Benjamin Peters |

| Match 6               | (19) Chili | 0 - 4   | Argentine (3)                                  |                                                                          |                                                                          |
| 21 janvier 2022 18h30 |            | (0 - 1) | 27e Alonso · 35e, 59e Granatto · 43e Gorzelany | Arbitrage : Natalia Lodeiro Victoria Pazos Arbitre vidéo : Mary Driscoll | Arbitrage : Natalia Lodeiro Victoria Pazos Arbitre vidéo : Mary Driscoll |
| 21 janvier 2022 18h30 | Rapport    |         |                                                | Arbitrage : Natalia Lodeiro Victoria Pazos Arbitre vidéo : Mary Driscoll | Arbitrage : Natalia Lodeiro Victoria Pazos Arbitre vidéo : Mary Driscoll |

| Match 9               | (19) Chili                                         | 4 - 0   | Uruguay (26) |                                                                              |                                                                              |
| 23 janvier 2022 18h30 | Maldonado 2e · Caram 5e · Arrieta 12e · Flores 52e | (3 - 0) |              | Arbitrage : Veronica Villafañe Mary Driscoll Arbitre vidéo : Benjamin Peters | Arbitrage : Veronica Villafañe Mary Driscoll Arbitre vidéo : Benjamin Peters |
| 23 janvier 2022 18h30 | Rapport                                            |         |              | Arbitrage : Veronica Villafañe Mary Driscoll Arbitre vidéo : Benjamin Peters | Arbitrage : Veronica Villafañe Mary Driscoll Arbitre vidéo : Benjamin Peters |

### Poule B
| Rang | Équipe            | J | V | N | D | BP | BC | Diff | Pts | Qualification    |
| ---- | ----------------- | - | - | - | - | -- | -- | ---- | --- | ---------------- |
| 1    | États-Unis        | 3 | 3 | 0 | 0 | 39 | 1  | +38  | 9   | Demi-finales     |
| 2    | Canada            | 3 | 2 | 0 | 1 | 28 | 3  | +25  | 6   | Quarts de finale |
| 3    | Trinité-et-Tobago | 3 | 1 | 0 | 2 | 2  | 29 | -27  | 3   | Quarts de finale |
| 4    | Pérou             | 3 | 0 | 0 | 3 | 0  | 36 | -36  | 0   |                  |

Source: FIH
En cas d'égalité de points de plusieurs équipes à l'issue des matchs de poule, les critères suivants sont appliqués dans l'ordre indiqué pour établir leur classement:
1. Points de chaque équipe,
2. Matchs gagnés,
3. Différence de buts,
4. Buts pour,
5. Plus grand nombre de points obtenus dans les matchs de poule disputés entre les équipes concernées,
6. Buts marqués en plein jeu.

| Match 1               | (13) Canada | 14 - 0  | Pérou (33) |                                                                               |                                                                               |
| 19 janvier 2022 14h00 | Stairs 15e, 28e, 35e, 43e, 60e · Wong 18e, 42e · Lee 25e · Secco 26e · McManus 47e · Woodcroft 48e · Faiczak 49e, 55e · Thompson 52e | (5 - 0) |            | Arbitrage : Catalina Montesino Natalia Lodeiro Arbitre vidéo : Gabriel Labate | Arbitrage : Catalina Montesino Natalia Lodeiro Arbitre vidéo : Gabriel Labate |
| 19 janvier 2022 14h00 | Rapport |         |            | Arbitrage : Catalina Montesino Natalia Lodeiro Arbitre vidéo : Gabriel Labate | Arbitrage : Catalina Montesino Natalia Lodeiro Arbitre vidéo : Gabriel Labate |

| Match 2 | (15) États-Unis | 16 - 0  | Trinité-et-Tobago (46) |                                                                              |                                                                              |
| 16h15   | Yeager 1e, 40e, 46e · Matson 3e, 24e, 33e · Sessa 4e, 24e · Rose 8e, 26e, 30e · Southam 38e · Marshall 54e · Grega 55e · Zimmer 57e · Moyer 59e | (8 - 0) |                        | Arbitrage : Veronica Villafañe Victoria Pazos Arbitre vidéo : Gabriel Labate | Arbitrage : Veronica Villafañe Victoria Pazos Arbitre vidéo : Gabriel Labate |
| 16h15   | Rapport |         |                        | Arbitrage : Veronica Villafañe Victoria Pazos Arbitre vidéo : Gabriel Labate | Arbitrage : Veronica Villafañe Victoria Pazos Arbitre vidéo : Gabriel Labate |

| Match 4               | (33) Pérou | 0 - 2   | Trinité-et-Tobago (46)  |                                                                             |                                                                             |
| 21 janvier 2022 14h00 |            | (0 - 0) | 43e K. Olton · 58e King | Arbitrage : Veronica Villafañe Mary Driscoll Arbitre vidéo : Gabriel Labate | Arbitrage : Veronica Villafañe Mary Driscoll Arbitre vidéo : Gabriel Labate |
| 21 janvier 2022 14h00 | Rapport    |         |                         | Arbitrage : Veronica Villafañe Mary Driscoll Arbitre vidéo : Gabriel Labate | Arbitrage : Veronica Villafañe Mary Driscoll Arbitre vidéo : Gabriel Labate |

| Match 5 | (13) Canada | 1 - 3   | États-Unis (15)                     |                                                                              |                                                                              |
| 16h15   | Stairs 48e  | (0 - 0) | 49e Kisha · 57e Sessa · 59e Magadan | Arbitrage : Catalina Montesino Ayanna McClean Arbitre vidéo : Federico Silva | Arbitrage : Catalina Montesino Ayanna McClean Arbitre vidéo : Federico Silva |
| 16h15   | Rapport     |         |                                     | Arbitrage : Catalina Montesino Ayanna McClean Arbitre vidéo : Federico Silva | Arbitrage : Catalina Montesino Ayanna McClean Arbitre vidéo : Federico Silva |

| Match 7               | (14) Canada | 13 - 0  | Trinité-et-Tobago (38) |                                                                           |                                                                           |
| 23 janvier 2022 14h00 | Wong 6e · Thompson 7e, 11e, 39e · Johansen 17e · Thoma 18e, 20e, 60e · Secco 24e · Sourisseau 26e · Stairs 30e · McManus 34e · Mollenhauer 55e | (9 - 0) |                        | Arbitrage : Natalia Lodeiro Victoria Pazos Arbitre vidéo : Federico Silva | Arbitrage : Natalia Lodeiro Victoria Pazos Arbitre vidéo : Federico Silva |
| 23 janvier 2022 14h00 | Rapport |         |                        | Arbitrage : Natalia Lodeiro Victoria Pazos Arbitre vidéo : Federico Silva | Arbitrage : Natalia Lodeiro Victoria Pazos Arbitre vidéo : Federico Silva |

| Match 8 | (15) États-Unis | 20 - 0  | Pérou (34) |                                                                           |                                                                           |
| 16h15   | Moyer 6e, 29e, 51e · Zimmer 13e · Rose 25e, 42e · Grega 26e, 33e, 52e, 56e · Matson 27e, 30e, 42e, 46e, 50e, 59e · Yeager 36e, 55e · Southam 38e · Magadan 43e | (7 - 0) |            | Arbitrage : Catalina Montesino Ayanna McClean Arbitre vidéo : Hugo Romero | Arbitrage : Catalina Montesino Ayanna McClean Arbitre vidéo : Hugo Romero |
| 16h15   | Rapport |         |            | Arbitrage : Catalina Montesino Ayanna McClean Arbitre vidéo : Hugo Romero | Arbitrage : Catalina Montesino Ayanna McClean Arbitre vidéo : Hugo Romero |

## Tableau final
|  | Quarts de finale       | Quarts de finale |                        |                        | Demi-finales | Demi-finales |  |  | Finale | Finale |
|  | Quarts de finale       | Quarts de finale |                        |                        | Demi-finales | Demi-finales |  |  | Finale | Finale |
|  |                        |                  |                        |                        |              |              |  |  |        |        |
|  |                        |                  |                        |                        |              |              |  |  |        |        |
|  |                        |                  |                        |                        |              |              |  |  |        |        |
|  | Chili (17)             | 1 (2)            |                        |                        |              |              |  |  |        |        |
|  | Chili (17)             | 1 (2)            | Chili (18)             | 11                     |              |              |  |  |        |        |
|  | États-Unis (15)        | 1 (0)            | Chili (18)             | 11                     |              |              |  |  |        |        |
|  | États-Unis (15)        | 1 (0)            | Trinité-et-Tobago (38) | 0                      |              |              |  |  |        |        |
|  |                        |                  | Trinité-et-Tobago (38) | 0                      | Chili (17)   | 2            |  |  |        |        |
|  |                        |                  |                        |                        | Chili (17)   | 2            |  |  |        |        |
|  |                        | Argentine (3)    | 4                      |                        |              |              |  |  |        |        |
|  | Canada (14)            | Argentine (3)    | 4                      | 1 (3)                  |              |              |  |  |        |        |
|  | Canada (14)            | Argentine (3)    | 3                      | 1 (3)                  |              |              |  |  |        |        |
|  | Uruguay (26)           | Argentine (3)    | 3                      | 1 (0)                  |              |              |  |  |        |        |
|  | Uruguay (26)           | Canada (14)      | 0                      | 1 (0)                  |              |              |  |  |        |        |
|  |                        | Canada (14)      | 0                      | Match pour la 3e place |              |              |  |  |        |        |
|  | Match pour la 5e place |                  |                        |                        |              |              |  |  |        |        |
|  |                        |                  |                        |                        |              |              |  |  |        |        |
|  |                        |                  |                        |                        |              |              |  |  |        |        |
|  | Uruguay (27)           | 5                | Canada (14)            | 1                      |              |              |  |  |        |        |
|  | Uruguay (27)           | 5                | Canada (14)            | 1                      |              |              |  |  |        |        |
|  | Trinité-et-Tobago (38) | 0                | États-Unis (15)        | 0                      |              |              |  |  |        |        |
|  | Trinité-et-Tobago (38) | 0                | États-Unis (15)        | 0                      |              |              |  |  |        |        |

### Quarts de finale
| Match 11              | (14) Canada                    | 1 - 1             | Uruguay (26)            |                                                                                  |                                                                                  |
| 25 janvier 2022 16h00 | Wong 9e                        | (1 - 1)           | 10e Viana               | Arbitrage : Catalina Montesino Veronica Villafañe Arbitre vidéo : Ayanna McClean | Arbitrage : Catalina Montesino Veronica Villafañe Arbitre vidéo : Ayanna McClean |
| 25 janvier 2022 16h00 | Rapport                        |                   |                         | Arbitrage : Catalina Montesino Veronica Villafañe Arbitre vidéo : Ayanna McClean | Arbitrage : Catalina Montesino Veronica Villafañe Arbitre vidéo : Ayanna McClean |
| 25 janvier 2022 16h00 | Woodcroft · Secco · Sourisseau | Tirs au but 3 - 0 | Vilar · Algorta · Gómez | Arbitrage : Catalina Montesino Veronica Villafañe Arbitre vidéo : Ayanna McClean | Arbitrage : Catalina Montesino Veronica Villafañe Arbitre vidéo : Ayanna McClean |

| Match 10 | (18) Chili | 11 - 0  | Trinité-et-Tobago (38) |                                                                           |                                                                           |
| 18h30    | Lagos 7e · Arrieta 10e, 50e · Krimerman 14e, 58e · De las Heras 26e · Urroz 32e, 59e · Tala 34e · Filipek 43e · Maldonado 51e | (4 - 0) |                        | Arbitrage : Natalia Lodeiro Victoria Pazos Arbitre vidéo : Gabriel Labate | Arbitrage : Natalia Lodeiro Victoria Pazos Arbitre vidéo : Gabriel Labate |
| 18h30    | Rapport |         |                        | Arbitrage : Natalia Lodeiro Victoria Pazos Arbitre vidéo : Gabriel Labate | Arbitrage : Natalia Lodeiro Victoria Pazos Arbitre vidéo : Gabriel Labate |

### Cinquième et sixième place
| Match 12              | (27) Uruguay | 5 - 0, | Trinité-et-Tobago (38) |                                                                              |                                                                              |
| 27 janvier 2022 13h30 |              |        |                        | Arbitrage : Catalina Montesino Guillermo Poblete Arbitre vidéo : Hugo Romero | Arbitrage : Catalina Montesino Guillermo Poblete Arbitre vidéo : Hugo Romero |
| 27 janvier 2022 13h30 | Rapport      |        |                        | Arbitrage : Catalina Montesino Guillermo Poblete Arbitre vidéo : Hugo Romero | Arbitrage : Catalina Montesino Guillermo Poblete Arbitre vidéo : Hugo Romero |

### Demi-finales
| Match 13              | (3) Argentine                   | 3 - 0   | Canada (14) |                                                                            |                                                                            |
| 27 janvier 2022 16h00 | Gorzelany 32e · Cedrés 52e, 56e | (0 - 0) |             | Arbitrage : Natalia Lodeiro Ayanna McClean Arbitre vidéo : Benjamin Peters | Arbitrage : Natalia Lodeiro Ayanna McClean Arbitre vidéo : Benjamin Peters |
| 27 janvier 2022 16h00 | Rapport                         |         |             | Arbitrage : Natalia Lodeiro Ayanna McClean Arbitre vidéo : Benjamin Peters | Arbitrage : Natalia Lodeiro Ayanna McClean Arbitre vidéo : Benjamin Peters |

| Match 14 | (17) Chili                | 1 - 1             | États-Unis (15)                 |                                                                              |                                                                              |
| 18h30    | Ananías 45e               | (0 - 0)           | 59e Matson                      | Arbitrage : Veronica Villafañe Victoria Pazos Arbitre vidéo : Ayanna McClean | Arbitrage : Veronica Villafañe Victoria Pazos Arbitre vidéo : Ayanna McClean |
| 18h30    | Rapport                   |                   |                                 | Arbitrage : Veronica Villafañe Victoria Pazos Arbitre vidéo : Ayanna McClean | Arbitrage : Veronica Villafañe Victoria Pazos Arbitre vidéo : Ayanna McClean |
| 18h30    | Tala · Valdivia · Ananías | Tirs au but 2 - 0 | Matson · Grega · Sessa · Zimmer | Arbitrage : Veronica Villafañe Victoria Pazos Arbitre vidéo : Ayanna McClean | Arbitrage : Veronica Villafañe Victoria Pazos Arbitre vidéo : Ayanna McClean |

### Troisième et quatrième place
| Match 15              | (14) Canada   | 1 - 0   | États-Unis (15) |                                                                                  |                                                                                  |
| 29 janvier 2022 16h00 | Woodcroft 15e | (1 - 0) |                 | Arbitrage : Catalina Montesino Veronica Villafeña Arbitre vidéo : Gabriel Labate | Arbitrage : Catalina Montesino Veronica Villafeña Arbitre vidéo : Gabriel Labate |
| 29 janvier 2022 16h00 | Rapport       |         |                 | Arbitrage : Catalina Montesino Veronica Villafeña Arbitre vidéo : Gabriel Labate | Arbitrage : Catalina Montesino Veronica Villafeña Arbitre vidéo : Gabriel Labate |

### Finale
| Match 16              | (17) Chili         | 2 - 4   | Argentine (3)                                       |                                                                           |                                                                           |
| 29 janvier 2022 18h30 | Krimerman 34e, 48e | (0 - 1) | 15e, 57e Granatto · 39e Albertarrio · 53e Gorzelany | Arbitrage : Natalia Lodeiro Ayanna McClean Arbitre vidéo : Victoria Pazos | Arbitrage : Natalia Lodeiro Ayanna McClean Arbitre vidéo : Victoria Pazos |
| 29 janvier 2022 18h30 | Rapport            |         |                                                     | Arbitrage : Natalia Lodeiro Ayanna McClean Arbitre vidéo : Victoria Pazos | Arbitrage : Natalia Lodeiro Ayanna McClean Arbitre vidéo : Victoria Pazos |

## Classement final
| Rang               | Équipe            | J | V | N | P | BP | BC | Diff | Pts | Qualification       |
| ------------------ | ----------------- | - | - | - | - | -- | -- | ---- | --- | ------------------- |
| Médaille d'or      | Argentine         | 4 | 4 | 0 | 0 | 21 | 2  | +19  | 12  | Coupe du monde 2022 |
| Médaille d'argent  | Chili             | 5 | 2 | 1 | 2 | 18 | 9  | +9   | 7   | Coupe du monde 2022 |
| Médaille de bronze | Canada            | 6 | 3 | 1 | 2 | 30 | 7  | +23  | 10  | Coupe du monde 2022 |
| 4                  | États-Unis        | 5 | 3 | 1 | 1 | 40 | 3  | +37  | 10  |                     |
| 5                  | Uruguay           | 4 | 1 | 1 | 2 | 6  | 15 | -9   | 4   |                     |
| 6                  | Trinité-et-Tobago | 5 | 1 | 0 | 4 | 2  | 45 | -43  | 3   |                     |
| 7                  | Pérou             | 3 | 0 | 0 | 3 | 0  | 36 | -36  | 0   |                     |